# Lightweight TT

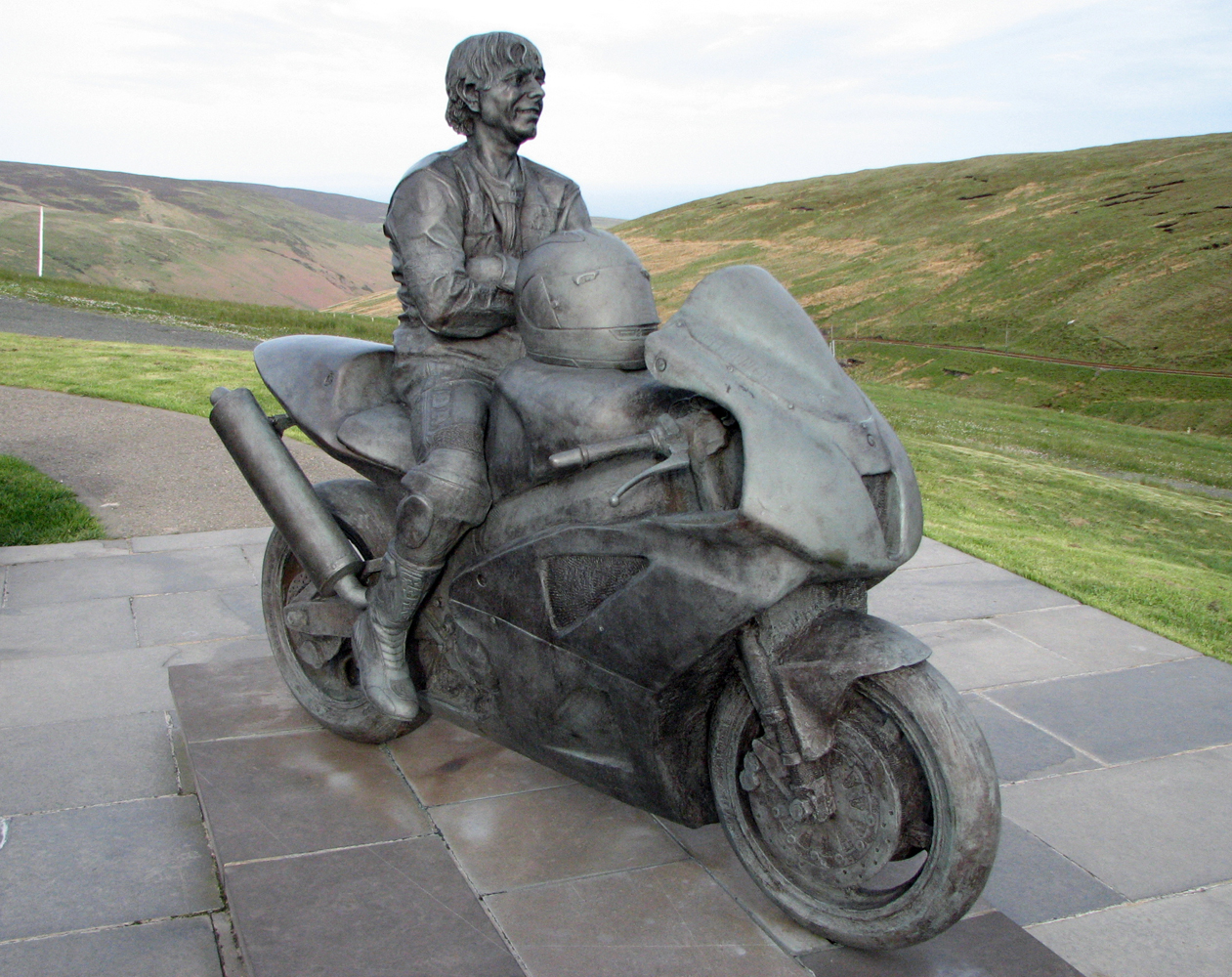
Memorial voor Joey Dunlop bij Bungalow. Dunlop won 26 maal een klasse in de TT van Man, waaronder 5 maal in de Lightweight TT

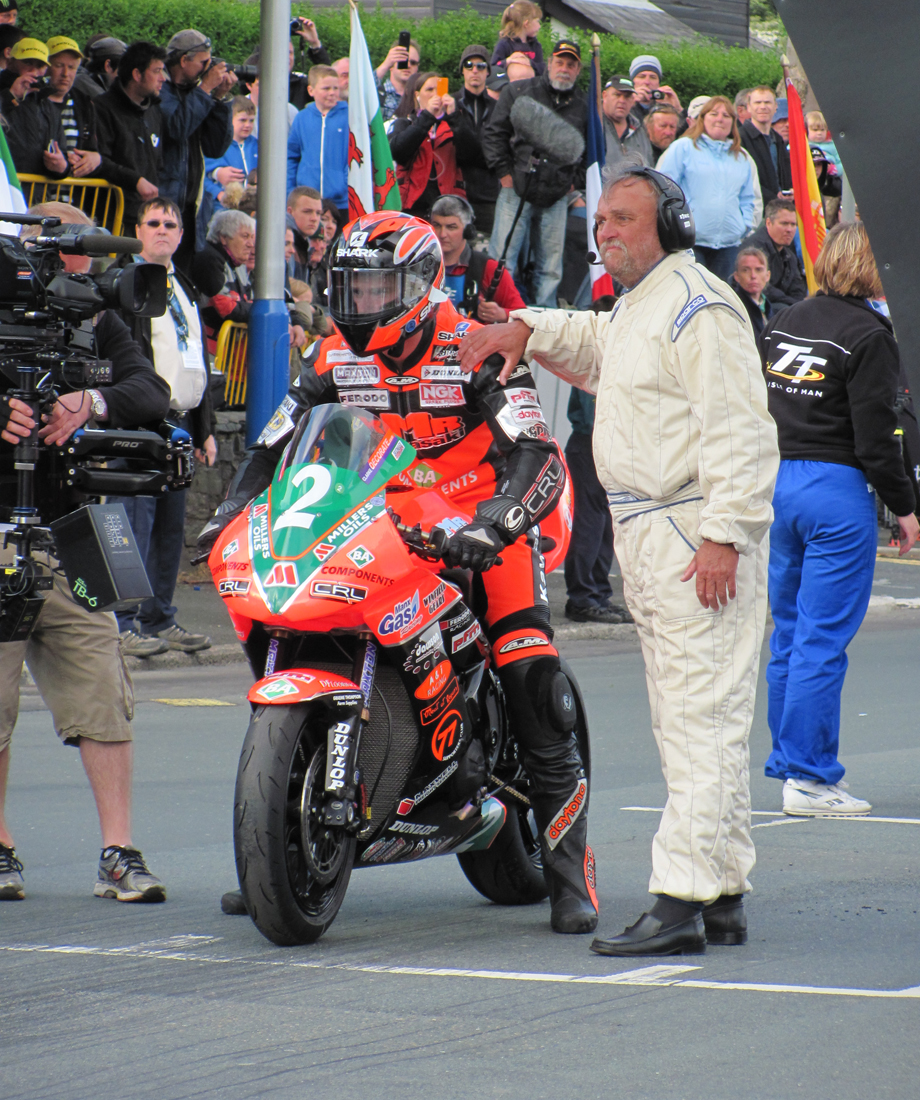
Ryan Farquhar wacht op de start van de Supersport Lightweight TT voor de tribunes in Douglas

Mountain Course

Clypse Course

Billown Circuit

De Ligthweight TT was vroeger de 250 cc wegrace-klasse tijdens de Tourist Trophy op het eiland Man. Gedurende de periode van meer dan een eeuw dat de race bestaat veranderden zowel de cilinderinhoudsklassen als de naam van de wedstrijd een aantal malen. Tegenwoordig rijden in deze klasse voor straatgebruik gehomologeerde motorfietsen met watergekoelde tweecilinder viertaktmotoren tot 650 cc.

## Voorgeschiedenis
De Isle of Man TT was in 1907 ontstaan en in het begin bestonden daar slechts twee klassen: één- en tweecilinders. In 1911 voerde men twee nieuwe klassen in: de Junior TT met 300 cc eencilinders en 340 cc tweecilinders, en de Senior TT met 500 cc eencilinders en 585 cc tweecilinders. De tweecilinders hadden een grotere cilinderinhoud omdat ze in die tijd nog langzamer waren dan de eencilinders. In 1912 werd de cilinderinhoud van de Junior vastgesteld op 350 cc en die van de Senior op 500 cc, ongeacht het aantal cilinders.

## Geschiedenis

### Jaren twintig
Na de Eerste Wereldoorlog kwamen er veel meer lichte, goedkope motorfietsen op de markt en daardoor werd vanaf 1920 een 250 cc "Lightweight" klasse aan de Junior TT toegevoegd. Er werd dus gemengd gereden, en pas in 1922 werd de Lightweight klasse losgekoppeld en werd ze de Lightweight TT.
In 1920 werd Ronald Clarke met een Levis vierde in de totaalstand van de Junior TT, maar winnaar van de Lightweight klasse. Hij had de race zelfs makkelijk kunnen winnen, als hij niet bij Windy Corner een lekke band had gekregen, waardoor hij de race op een velg moest uitrijden. Een stukje verder, bij Keppel Gate, viel hij daardoor. Toch kwam hij binnen de 30 minuten limiet binnen, waardoor hij in de prijzen viel. Er namen slechts vier 250 cc rijders deel en volgens de "Isle of Man Examiner" van 19 juni 1920 waren de eerste drie plaatsen voor Levis-coureurs. Dat waren Clarke, Gus Kuhn en Frank W. Applebee. In 1921 won Doug Prentice de Lightweight klasse met een tiende plaats in de Junior TT.
In 1926 verschenen voor het eerst de Italiaanse merken Moto Guzzi (Lightweight) en Garelli en Bianchi (Junior) aan de start. Vooral de Garelli tweetakt dubbelzuigermotor met vier carburateurs baarde opzien, maar voorlopig konden ze nog geen vuist maken tegen de Britten. Pietro Ghersi werd geklasseerd als "DNF" (Did Not Finish) in de Lightweight TT, maar hij kwam wel degelijk aan de finish, als tweede nog wel. Hij werd gediskwalificeerd omdat hij de bougie van zijn Moto Guzzi Monoalbero 250 had vervangen door een niet gehomologeerd exemplaar. Dat leidde bijna tot een diplomatiek incident ("the Guzzi Incident"), omdat de Italianen toen al de volledige steun hadden van Benito Mussolini. Ghersi kwam uit protest pas in 1929 weer aan de start. Toen leidde hij vijf ronden lang de race, maar hij viel uit met motorproblemen. In 1927 pakte Luigi Arcangeli de tweede plaats in de Lightweight TT met zijn Moto Guzzi.

### Jaren dertig
In 1934 werd Stanley Woods al vierde met de Moto Guzzi achter drie van de onverslaanbaare "Rudge Ulsters", maar in 1935 won hij de Lightweight met de Guzzi. Coureurs van het vasteland waren toen nog altijd kansloos gebleken op het 60 km lange circuit, dat ze eerst moesten leren kennen in de trainingen, maar in 1937 werd Omobono Tenni de eerste Italiaan die een klasse op Man wist te winnen. Toen Moto Guzzi zich in 1938 ging concentreren op de oorlogsproductie, konden de jankende tweetakten van DKW het overnemen. In 1938 won Ewald Kluge met 11 minuten voorsprong en hij reed de eerste Lightweight ronde met een gemiddelde van 80 mph (129 km/h).

### Jaren veertig
Tijdens de Tweede Wereldoorlog werd er niet gereden, pas in 1947 werd er weer gestart met de TT. Inmiddels waren de Moto Guzzi's nog steeds ongenaakbaar. In 1948 was de snelheid zo hoog dat slechts zes deelnemers de finish haalden.
Toen in 1949 het Wereldkampioenschap wegrace werd ingesteld, kwam de Isle of Man TT op de kalender te staan en tot 1976 maakte de Lightweight TT als 250 cc klasse deel uit van dit kampioenschap.

#### Clubmans Lightweight
De Auto-Cycle Union richtte vanaf 1947 een nieuwe klasse in, de "Clubmans Lightweight", voor clubmanracers die voorzien moesten zijn van verlichting en kickstarters en die geen megafoonuitlaten mochten gebruiken. Dat gaf amateurs de mogelijkheid aan de wedstrijden deel te nemen. Er kwamen maar weinig inschrijvingen, en in 1951 was de Clubmans Lightweight weer verleden tijd.

### Jaren vijftig
In de jaren vijftig werden de Italiaanse merken bijna onverslaanbaar, maar in 1952 kwamen ook de Duitse merken weer naar het eiland. Werner Haas (NSU) en Siegfried Wünsche (DKW) moesten het hoofd toen nog buigen voor Fergus Anderson op de Moto Guzzi. In 1954 waren de plaatsen 1 t/m 4 en 6 voor NSU. In 1955 verhuisde de Lightweight TT naar de 17,3 km lange Clypse Course, die een jaar eerder in gebruik was genomen voor de zijspanklasse en de Ultra-Lightweight TT. In deze periode kwamen de Britse merken er niet meer aan te pas.

### Jaren zestig
In 1960 verplaatste de Lightweight TT zich weer naar het "Mountain Circuit". In dit decennium kwamen de Japanse merken snel op, maar ook merken uit het Oostblok, waar een aantal zeer goede tweetaktingenieurs zaten. Nog één jaar konden de Italiaanse merken domineren, maar in 1961 sloeg Honda hard toe: de eerste zes plaatsen waren voor Honda. Mike Hailwood werd de eerste coureur die drie klassen in één week won: de Senior TT met een Norton, de Ultra-Lightweight TT en de Lightweight TT met Honda. In 1963 verscheen ook Yamaha ten tonele. Fumio Ito werd tweede. Mike Hailwood, kwaad op Honda omdat hij alle machines waarmee hij wedstrijden gewonnen had gewoon moest betalen, was al in 1962 overgestapt naar het privéteam van MV Agusta. In 1964 verwachtte men een grote strijd tussen Honda, Yamaha en Suzuki, maar uiteindelijk kwamen er slechts acht deelnemers aan de streep, waaronder geen enkele Suzuki. De strijd werd beslist tussen Honda, MZ, Paton, CZ, Yamaha, Aermacchi en Greeves. In 1966 had Mike Hailwood inmiddels een fabriekscontract van Honda, en hij bracht de nieuwe, spectaculaire zescilinder naar de overwinning. In 1968 had Honda zich teruggetrokken om zich te concentreren op de Formule 1-autorace. Ook Suzuki verscheen niet meer aan de start. In 1969 was het hele Wk-veld tamelijk mager bezet door fabrieksteams. Kel Carruthers, onderweg naar zijn 250 cc wereldtitel, won de Lightweight met een Benelli.

#### Production 250 cc TT
Vanwege het diamanten jubileum herintroduceerde de TT in 1967 de productieklassen in de 250-, 500- en 750 cc. Daardoor werd de "Production 250 cc TT" toegevoegd.

### Jaren zeventig
Dit was de moeilijkste periode voor de Isle of Man TT. Al in 1970 verongelukten zes coureurs, waaronder Santiago Herrero, die in 1969 nog derde in de Lightweigt TT was geworden. In 1971 was Yamaha met de eerste 24 plaatsen ongenaakbaar. Pas op de 25e plaats stond Tom Loughridge met een Crooks Suzuki. In 1972, 1973 en 1974 was het beeld praktisch hetzelfde. Na de dood van Gilberto Parlotti in de 125 cc race van 1972, besloten een aantal grote rijders, zoals Giacomo Agostini, Phil Read en Rodney Gould de TT van Man voortaan te boycotten. Parlotti was het 99e slachtoffer van de Snaefell Mountain Course. In 1977 verloor de TT van Man haar wereldkampioenschapsstatus. Wereldwijd waren de topcoureurs het erover eens dat de baan, door dorpen en steden, langs stoepranden, afrasteringen en rotswanden, veel te gevaarlijk was. Daarna bleef de klasse in het eiland Man gewoon doorgaan, niet meer onder de verantwoordelijkheid van de Fédération Internationale de Motocyclisme, maar onder de regelmenten van de Auto-Cycle Union, zoals dat vanaf het begin was geweest. De 250 cc klasse ging over naar de Junior TT, waardoor de Lightweight TT kwam te vervallen. De Grand Prix-wegrace van Groot-Brittannië ging naar Silverstone.

#### Production TT
Vanaf 1975 werden de productieklassen op één hoop gegooid en reden de 250-, 500- en 750 cc machines tegelijk in één race. In het eerste jaar werd dat meteen de langste race uit de TT geschiedenis; liefst 10 ronden over de Mountain Course, wat neerkwam op ruim 600 km. Per motorfiets waren twee rijders die elkaar aflosten. In 1976 werd de race ook zo ingedeeld, maar de 250 cc rijders Chas Mortimer en Billy Guthrie, die slechts 9 ronden hadden afgelegd, werden toch tot overall winnaars verklaard. In 1977, met de invoering van de TT Formula Three, verdwenen zowel de Lightweight TT als de Production TT.

#### Formula Three TT
In 1977 richtte de ACU haar eigen klassen weer in, toen de FIM haar de WK-status ontnomen had. De indeling van de "Formula" klassen was als volgt:
- Formula One TT: 600- tot 1.000 cc viertakten en 350- tot 500 cc tweetakten
- Formula Two TT: 400- tot 600 cc viertakten en 250- tot 350 cc tweetakten
- Formula Three TT: 200- tot 400 cc viertakten en 125- tot 250 cc tweetakten.

De Lightweight- en 250 cc rijders kwamen dus in de Junior TT of de Formula III TT terecht.

### Jaren tachtig
De jaren tachtig begonnen met een hattrick van Barry Smith, die de Formula III TT won in 1979, 1980 en 1981. In 1982 won Gary Padgett , maar in 1983 verdween de Formula Three TT van het programma.

#### Production 100-250 cc en Production Class D
In 1983 was er dus geen vergelijkbare 250 cc wedstrijd, maar in 1984 verschenen drie "production" klassen, waaronder de Production 100-250 cc TT. In 1986 veranderde het reglement opnieuw, en de 250 cc tweetaktmachines kwamen samen met de 400 cc viertakten terecht in de "Production Class D TT".

#### Supersport 400
Het bleek dat de 250 cc tweetakten niet opgewassen waren tegen de 400 cc viertakten, met name de Yamaha FZR 400. Bovendien waren 250 productieracers nauwelijks te krijgen, waardoor men vaak op verouderd materiaal moest starten. Daarom werd de naam van de klasse in 1989 veranderd in "Supersport 400".

### Jaren negentig

#### Lightweight 250 cc TT en Lightweight 400 cc TT
In 1995 werd de "Lightweight TT" weer in ere hersteld. De Supersport 400 verviel daarom weer en de 400's moesten het veld weer delen met 250 cc tweetakten. Vooral Joey Dunlop wist zonder problemen de 400's te kloppen met de Honda RS 250 R. In 1999 werd de Lightweight opgesplitst in twee aparte klassen (250- en 400 cc) die weliswaar tegelijk in de baan waren, maar die qua resultaten gescheiden waren.

### Jaren nul
De jaren nul begonnen met een klein schandaal toen de machine van Geoff McMullan waarmee hij de Lightweight 400 cc TT had gewonnen werd gemeten op 599,6 cc. Hij kreeg een boete van 500 Pond en mocht ook in de andere races niet meer starten. Joey Dunlop won zijn laatste Junior TT. In juli verongelukte hij tijdens een race in Tallinn (Estland). Hij had de Lightweight TT sinds 1995 bijna onafgebroken gewonnen, met uitzondering van een vijfde plaats in 1999. In totaal won hij 26 keer een klasse tijdens de TT van Man. In 2001 werd er niet geracet vanwege een uitbraak van mond-en-klauwzeer.

#### Isle Of Man Steam Packet 250 cc
In 2002 kregen de meeste races andere namen omdat ze door bedrijven gesponsord werden. De Lightweight 250, die in de volksmond deze naam behield, heette officieel "Isle Of Man Steam Packet 250 cc", naar de Isle of Man Steam Packet Company, een rederij die passagiersdiensten met Groot-Brittannië en Ierland onderhoudt. In dat jaar waren er slechts 16 deelnemers. In 2003 werden de 250 cc motorfietsen ingedeeld bij de IOMSPC Junior 600 cc. Chris Palmer werd 20e in de totaalstand, maar won de 250 cc klasse met een geleende, vier jaar oude Honda RS 250. In 2004 kwamen er helemaal geen 250 cc machines aan de start. De Lightweight 400 cc bleef al die tijd gewoon doorgaan. In 2005 werd de klasse geschrapt vanwege een tekort aan deelnemers. De 60 km lange Snaefell Mountain Course was erg gevaarlijk en moeilijk te leren. Jonge rijders, zeker die van buiten het Verenigd Koninkrijk, waagden zich er niet graag aan of deelname werd ze eenvoudig verboden door hun teams. Toch kwam de klasse in 2008, samen met de Ultra-Lightweight TT, terug. Nu werd echter een veel korter circuit gebruikt, het 4¼ mijl (6,8 km) lange Billown Circuit, vlak bij vliegveld van het eiland Man.

#### Motorsport Merchandise Lightweight 250 TT
In 2009 had de klasse een nieuwe sponsor gevonden in Motorsport Merchandise. Er werden in dat jaar twee manches gereden. In 2010 werd de klasse opnieuw geschrapt. Er waren bijna geen 250 cc productieracers meer beschikbaar omdat de FIM intussen de Moto2 klasse (600 cc Honda motoren) had ingevoerd.

#### Supersport Lightweight TT
In 2012 had de UCI de reglementen voor de Lightweight TT aangepast: nu mochten motorfietsen met watergekoelde tweecilinder viertaktmotoren tot 650 cc deelnemen.

## Lightweight TT resultaten
| Jaar                                              | Klasse                                       | Circuit                                      | cc                                           | 1e                                           | 2e                                           | 3e                                           |
| ------------------------------------------------- | -------------------------------------------- | -------------------------------------------- | -------------------------------------------- | -------------------------------------------- | -------------------------------------------- | -------------------------------------------- |
| 1920                                              | Junior TT, Lightweight Class                 | Mountain Course                              | 250 cc                                       | Ronald Clarke, Levis                         | Gus Kuhn, Levis                              | Frank W. Applebee, Levis                     |
| 1921                                              | Junior TT, Lightweight Class                 | Mountain Course                              | 250 cc                                       | Doug Prentice, New Imperial                  | Onbekend                                     | Onbekend                                     |
| 1922                                              | Lightweight TT                               | Mountain Course                              | 250 cc                                       | Geoff Davison, Levis                         | D. Young, Rex-ACME                           | S.J. Jones, Velocette                        |
| 1923                                              | Lightweight TT                               | Mountain Course                              | 250 cc                                       | Jock Porter, New Gerrard                     | Bert le Vack, New Imperial                   | D. Hall, Rex-ACME                            |
| 1924                                              | Lightweight TT                               | Mountain Course                              | 250 cc                                       | Eddie Twemlow, New Imperial                  | H.F. Brockbank, Cotton                       | J. Cooke, DOT                                |
| 1925                                              | Lightweight TT                               | Mountain Course                              | 250 cc                                       | Eddie Twemlow, New Imperial                  | Paddy Johnston, Cotton                       | Kenny Twemlow, New Imperial                  |
| 1926                                              | Lightweight TT                               | Mountain Course                              | 250 cc                                       | Paddy Johnston, Cotton                       | F.G. Morgan, Cotton                          | W. Colgan, Cotton                            |
| 1927                                              | Lightweight TT                               | Mountain Course                              | 250 cc                                       | Wal Handley, Rex-ACME                        | Luigi Arcangeli, Moto Guzzi                  | C.T. Ashby, OK Supreme                       |
| 1928                                              | Lightweight TT                               | Mountain Course                              | 250 cc                                       | Frank Longman, OK Supreme                    | C.S. Barrow, Royal Enfield                   | Eddie Twemlow, DOT                           |
| 1929                                              | Lightweight TT                               | Mountain Course                              | 250 cc                                       | Syd Crabtree, Excelsior                      | Kenny Twemlow, DOT                           | Frank Longman, OK Supreme                    |
| 1930                                              | Lightweight TT                               | Mountain Course                              | 250 cc                                       | Jimmy Guthrie, AJS                           | Paddy Johnston, OK Supreme                   | C.S. Barrow, OK Supreme                      |
| 1931                                              | Lightweight TT                               | Mountain Course                              | 250 cc                                       | Graham Walker, Rudge                         | Henry Tyrell-Smith, Rudge                    | Ted Mellors, New Imperial                    |
| 1932                                              | Lightweight TT                               | Mountain Course                              | 250 cc                                       | Leo Davenport, New Imperial                  | Graham Walker, Rudge                         | Wal Handley, Rudge                           |
| 1933                                              | Lightweight TT                               | Mountain Course                              | 250 cc                                       | Syd Gleave, Excelsior                        | Charlie Dodson, New Imperial                 | Charlie Manders, Rudge                       |
| 1934                                              | Lightweight TT                               | Mountain Course                              | 250 cc                                       | Jimmie Simpson, Rudge                        | Ernie Nott, Rudge                            | Graham Walker, Rudge                         |
| 1935                                              | Lightweight TT                               | Mountain Course                              | 250 cc                                       | Stanley Woods, Moto Guzzi                    | Henry Tyrell-Smith, Rudge                    | Ernie Nott, Rudge                            |
| 1936                                              | Lightweight TT                               | Mountain Course                              | 250 cc                                       | Bob Foster, New Imperial                     | Henry Tyrell-Smith, Excelsior                | Arthur Geiss, DKW                            |
| 1937                                              | Lightweight TT                               | Mountain Course                              | 250 cc                                       | Omobono Tenni, Moto Guzzi                    | Ginger Wood, Excelsior                       | Ernie Thomas, DKW                            |
| 1938                                              | Lightweight TT                               | Mountain Course                              | 250 cc                                       | Ewald Kluge, DKW                             | Ginger Wood, Excelsior                       | Henry Tyrell-Smith, Excelsior                |
| 1939                                              | Lightweight TT                               | Mountain Course                              | 250 cc                                       | Ted Mellors, Benelli                         | Ewald Kluge, DKW                             | Henry Tyrell-Smith, Excelsior                |
| 1940-1946 Onderbreking wegens Tweede Wereldoorlog |                                              |                                              |                                              |                                              |                                              |                                              |
| 1947                                              | Lightweight TT                               | Mountain Course                              | 250 cc                                       | Manliff Barrington, Moto Guzzi               | Maurice Cann, Moto Guzzi                     | Ben Drinkwater, Excelsior                    |
| 1947                                              | Clubmans Lightweight                         | Mountain Course                              | 250 cc                                       | B.E. Keys, AJS                               | L.J. Archer, Velocette                       | Don Crossley, Velocette                      |
| 1948                                              | Lightweight TT                               | Mountain Course                              | 250 cc                                       | Maurice Cann, Moto Guzzi                     | Roland Pike, Rudge                           | D. St. J. Beasley, Excelsior                 |
| 1948                                              | Clubmans Lightweight                         | Mountain Course                              | 250 cc                                       | M. Lockwood, Excelsior                       | W.G. Dehany, Excelsior                       | R. Carvill, Triumph                          |
| 1949                                              | Lightweight TT                               | Mountain Course                              | 250 cc                                       | Manliff Barrington, Moto Guzzi               | Tommy Wood, Moto Guzzi                       | Roland Pike, Rudge                           |
| 1949                                              | Clubmans Lightweight                         | Mountain Course                              | 250 cc                                       | C.V. Taft, Excelsior                         | D.A. Ritchie, Velocette                      | B.J. Hargreaves, Velocette                   |
| 1950                                              | Lightweight TT                               | Mountain Course                              | 250 cc                                       | Dario Ambrosini, Benelli                     | Maurice Cann, Moto Guzzi                     | Ronnie Mead, Velocette                       |
| 1950                                              | Clubmans Lightweight                         | Mountain Course                              | 250 cc                                       | F. Fletcher, Excelsior                       | A.J. Wellstead, Triumph                      | J.R. Dulson, Velocette                       |
| 1951                                              | Lightweight TT                               | Mountain Course                              | 250 cc                                       | Tommy Wood, Moto Guzzi                       | Dario Ambrosini, Benelli                     | Enrico Lorenzetti, Moto Guzzi                |
| 1952                                              | Lightweight TT                               | Mountain Course                              | 250 cc                                       | Fergus Anderson, Moto Guzzi                  | Enrico Lorenzetti, Moto Guzzi                | Syd Lawton, Moto Guzzi                       |
| 1953                                              | Lightweight TT                               | Mountain Course                              | 250 cc                                       | Fergus Anderson, Moto Guzzi                  | Werner Haas, NSU                             | Siegfried Wünsche, DKW                       |
| 1954                                              | Lightweight TT                               | Mountain Course                              | 250 cc                                       | Werner Haas, NSU                             | Rupert Hollaus, NSU                          | Reg Armstrong, NSU                           |
| 1955                                              | Lightweight TT                               | Clypse Course                                | 250 cc                                       | Bill Lomas, MV Agusta                        | Cecil Sandford, Moto Guzzi                   | Happi Müller, NSU                            |
| 1956                                              | Lightweight TT                               | Clypse Course                                | 250 cc                                       | Carlo Ubbiali, MV Agusta                     | Roberto Colombo, MV Agusta                   | Hans Baltisberger, NSU                       |
| 1957                                              | Lightweight TT                               | Clypse Course                                | 250 cc                                       | Cecil Sandford, Mondial                      | Luigi Taveri, MV Agusta                      | Roberto Colombo, MV Agusta                   |
| 1958                                              | Lightweight TT                               | Clypse Course                                | 250 cc                                       | Tarquinio Provini, MV Agusta                 | Carlo Ubbiali, MV Agusta                     | Mike Hailwood, NSU                           |
| 1959                                              | Lightweight TT                               | Clypse Course                                | 250 cc                                       | Tarquinio Provini, MV Agusta                 | Carlo Ubbiali, MV Agusta                     | Dave Chadwick, MV Agusta                     |
| 1960                                              | Lightweight TT                               | Mountain Course                              | 250 cc                                       | Gary Hocking, MV Agusta                      | Carlo Ubbiali, MV Agusta                     | Tarquinio Provini, Moto Morini               |
| 1961                                              | Lightweight TT                               | Mountain Course                              | 250 cc                                       | Mike Hailwood, Honda                         | Tom Phillis, Honda                           | Jim Redman, Honda                            |
| 1962                                              | Lightweight TT                               | Mountain Course                              | 250 cc                                       | Derek Minter, Honda                          | Jim Redman, Honda                            | Tom Phillis, Honda                           |
| 1963                                              | Lightweight TT                               | Mountain Course                              | 250 cc                                       | Jim Redman, Honda                            | Fumio Ito, Yamaha                            | Bill Smith, Honda                            |
| 1964                                              | Lightweight TT                               | Mountain Course                              | 250 cc                                       | Jim Redman, Honda                            | Alan Shepherd, MZ                            | Alberto Pagani, Paton                        |
| 1965                                              | Lightweight TT                               | Mountain Course                              | 250 cc                                       | Jim Redman, Honda                            | Mike Duff, Yamaha                            | Frank Perris, Suzuki                         |
| 1966                                              | Lightweight TT                               | Mountain Course                              | 250 cc                                       | Mike Hailwood, Honda                         | Stuart Graham, Honda                         | Peter Inchley, Villiers                      |
| 1967                                              | Lightweight TT                               | Mountain Course                              | 250 cc                                       | Mike Hailwood, Honda                         | Phil Read, Yamaha                            | Ralph Bryans, Honda                          |
| 1968                                              | Lightweight TT                               | Mountain Course                              | 250 cc                                       | Bill Ivy, Yamaha                             | Renzo Pasolini, Benelli                      | Heinz Rosner, MZ                             |
| 1969                                              | Lightweight TT                               | Mountain Course                              | 250 cc                                       | Kel Carruthers, Benelli                      | Frank Perris, Suzuki                         | Santiago Herrero, Ossa                       |
| 1970                                              | Lightweight TT                               | Mountain Course                              | 250 cc                                       | Kel Carruthers, Yamaha                       | Rodney Gould, Yamaha                         | Günter Bartusch, MZ                          |
| 1971                                              | Lightweight TT                               | Mountain Course                              | 250 cc                                       | Phil Read, Yamaha                            | Barry Randle, Yamaha                         | Alan Barnett, Yamaha                         |
| 1972                                              | Lightweight TT                               | Mountain Course                              | 250 cc                                       | Phil Read, Yamaha                            | Rodney Gould, Yamaha                         | John Williams, Yamaha                        |
| 1973                                              | Lightweight TT                               | Mountain Course                              | 250 cc                                       | Charlie Williams, Yamaha                     | John Williams, Yamaha                        | Bill Rae, Yamaha                             |
| 1974                                              | Lightweight TT                               | Mountain Course                              | 250 cc                                       | Charlie Williams, Yamaha                     | Mick Grant, Fowler Yamaha                    | Chas Mortimer, Yamaha                        |
| 1975                                              | Lightweight TT                               | Mountain Course                              | 250 cc                                       | Chas Mortimer, Yamaha                        | Derek Chatterton, Chat Yamaha                | John Williams, Yamaha                        |
| 1976                                              | Lightweight TT                               | Mountain Course                              | 250 cc                                       | Tom Herron, Yamaha                           | Takazumi Katayama, Yamaha                    | Chas Mortimer, Yamaha                        |
| 1977                                              | Formula Three TT                             | Mountain Course                              | 125-400 cc                                   | John Kidson, Honda                           | Brian Peters, Suzuki                         | Abe Walsh, Honda                             |
| 1978                                              | Formula Three TT                             | Mountain Course                              | 125-400 cc                                   | Bill Smith, Honda                            | Derek Mortimer, Yamaha                       | John Stephens, Honda                         |
| 1979                                              | Formula Three TT                             | Mountain Course                              | 125-400 cc                                   | Barry Smith, Yamaha                          | Roger Hunter, Honda                          | Malcolm Wheeler, Aermacchi                   |
| 1980                                              | Formula Three TT                             | Mountain Course                              | 125-400 cc                                   | Barry Smith, Yamaha                          | C.G. Griffiths, Aermacchi                    | Ron Haslam, Honda                            |
| 1981                                              | Formula Three TT                             | Mountain Course                              | 125-400 cc                                   | Barry Smith, Yamaha                          | Dave Raybon, Yamaha                          | Denis Casement, Yamaha                       |
| 1982                                              | Formula Three TT                             | Mountain Course                              | 125-400 cc                                   | Gary Padgett, Yamaha                         | Roger Hunter, Yamaha                         | Paul Barrett, Aermacchi                      |
| 1983                                              | Geen vergelijkbare klasse                    | Geen vergelijkbare klasse                    | Geen vergelijkbare klasse                    | Geen vergelijkbare klasse                    | Geen vergelijkbare klasse                    | Geen vergelijkbare klasse                    |
| 1984                                              | Production 100-250 cc                        | Mountain Course                              | 100-250 cc                                   | Phil Mellor, Yamaha                          | Chris Fagher, Suzuki                         | Matt Oxley, Suzuki                           |
| 1985                                              | Production 100-250 cc                        | Mountain Course                              | 100-250 cc                                   | Matt Oxley, Honda                            | Graham Cannell, Yamaha                       | Gary Padgett, Padgett Honda                  |
| 1986                                              | Production Class D                           | Mountain Course                              | 250 tweetakt-400 viertakt                    | Barry Woodland, Skoal Bandit Suzuki          | Graham Cannell, Mitsui Yamaha                | Matt Oxley, Yamaha                           |
| 1987                                              | Production Class D                           | Mountain Course                              | 250 tweetakt-400 viertakt                    | Barry Woodland, Loctite Yamaha               | Malcolm Wheeler, Padgett Yamaha              | Matt Oxley, Yamaha                           |
| 1988                                              | Production Class D                           | Mountain Course                              | 250 tweetakt-400 viertakt                    | Barry Woodland, Loctite Yamaha               | Graeme McGregor, Suzuki                      | Brian Reid, Yamaha                           |
| 1989                                              | Supersport 400                               | Mountain Course                              | 400 viertakt                                 | Eddie Laycock, Suzuki                        | Graeme McGregor, Suzuki                      | Barry Woodland, Yamaha                       |
| 1990                                              | Supersport 400                               | Mountain Course                              | 400 viertakt                                 | Dave Leach, Yamaha                           | Carl Fogarty, Honda                          | Steve Ward, Kawasaki                         |
| 1991                                              | Supersport 400                               | Mountain Course                              | 400 viertakt                                 | Dave Leach, Yamaha                           | Steve Hislop, Silkolene Yamaha               | Jim Moodie, Mitsui Yamaha                    |
| 1992                                              | Supersport 400                               | Mountain Course                              | 400 viertakt                                 | Brian Reid, Yamaha                           | Phillip McCallen, Honda                      | Steve Linsdell, Yamaha                       |
| 1993                                              | Supersport 400                               | Mountain Course                              | 400 viertakt                                 | Jim Moodie, Yamaha                           | Iain Duffus, Yamaha                          | Steve Linsdell, Yamaha                       |
| 1994                                              | Supersport 400                               | Mountain Course                              | 400 viertakt                                 | Jim Moodie, Yamaha                           | Steve Linsdell, Yamaha                       | Dave Morris, Chrysalis Yamaha                |
| 1995                                              | Lightweight TT                               | Mountain Course                              | 250 tweetakt-400 viertakt                    | Joey Dunlop, Castrol Honda                   | James Courtney, IRM Honda                    | Gavin Lee, Yamaha                            |
| 1996                                              | Lightweight TT                               | Mountain Course                              | 250 tweetakt-400 viertakt                    | Joey Dunlop, Honda Britain                   | Jim Moodie, Honda                            | Jason Griffiths, Morris Honda Britain        |
| 1997                                              | Lightweight TT                               | Mountain Course                              | 250 tweetakt-400 viertakt                    | Joey Dunlop, Honda Britain                   | Ian Lougher, Honda                           | John McGuinness, Aprilia                     |
| 1998                                              | Lightweight TT                               | Mountain Course                              | 250 tweetakt-400 viertakt                    | Joey Dunlop, Honda Britain                   | Bob Jackson, DTR Spondon Yamaha              | John McGuinness, Team Vimto Honda            |
| 1999                                              | Lightweight 250 cc TT                        | Mountain Course                              | 250 cc tweetakt                              | John McGuiness, Vimto Honda                  | Jason Griffiths, DTR Yamaha                  | Gavin Lee, DTR Yamaha                        |
| 1999                                              | Lightweight 400 cc TT                        | Mountain Course                              | 400 cc viertakt                              | Paul Williams, Shand Honda                   | Nigel Piercy, Honda                          | Geoff McCullan, Yamaha                       |
| 2000                                              | Lightweight 250 cc TT                        | Mountain Course                              | 250 tweetakt-400 viertakt                    | Joey Dunlop, Payne Honda                     | Bruce Ansley, DTR Yamaha                     | Ian Lougher, Manton Honda                    |
| 2000                                              | Lightweight 400 cc TT                        | Mountain Course                              | 250 tweetakt-400 viertakt                    | Brett Richmond, Honda                        | Brian Gardiner, Kawasaki                     | Robert Price, Yamaha                         |
| 2001                                              | Niet verreden wegens mond-en-klauwzeercrisis | Niet verreden wegens mond-en-klauwzeercrisis | Niet verreden wegens mond-en-klauwzeercrisis | Niet verreden wegens mond-en-klauwzeercrisis | Niet verreden wegens mond-en-klauwzeercrisis | Niet verreden wegens mond-en-klauwzeercrisis |
| 2002                                              | IOM Steam Packet 250cc                       | Mountain Course                              | 250 cc tweetakt                              | Bruce Anstey, Yamaha                         | Ronnie Smith, Manton Honda                   | Roy Richardson, Honda                        |
| 2002                                              | Lightweight 400 cc TT                        | Mountain Course                              | 400 cc viertakt                              | Richard Quayle, Honda                        | Jim Hodson, Yamaha                           | Richard Britton, Okane Kawasaki              |
| 2003                                              | IOMSPC Junior 600 cc, 250 cc class           | Mountain Course                              | 600 viertakt-250 tweetakt                    | Chris Palmer, Honda                          | Onbekend                                     | Onbekend                                     |
| 2003                                              | Lightweight 400 cc TT                        | Mountain Course                              | 400 cc viertakt                              | John McGuinness, Honda                       | Richard Britton, Honda                       | Ryan Farquhar, Kawasaki                      |
| 2004                                              | Lightweight 400 cc TT                        | Mountain Course                              | 400 cc viertakt                              | John McGuinness, RLR Honda                   | Steve Linsdell, Flitwick Honda               | Mark Parrett, Honda                          |
| 2005                                              | Niet verreden                                | Niet verreden                                | Niet verreden                                | Niet verreden                                | Niet verreden                                | Niet verreden                                |
| 2006                                              | Niet verreden                                | Niet verreden                                | Niet verreden                                | Niet verreden                                | Niet verreden                                | Niet verreden                                |
| 2007                                              | Niet verreden                                | Niet verreden                                | Niet verreden                                | Niet verreden                                | Niet verreden                                | Niet verreden                                |
| 2008                                              | Steam Packet Lightweight 250 TT              | Billown Circuit                              | 250 cc tweetakt                              | Ian Lougher, Honda                           | Ryan Farquahr, Honda                         | Chris Palmer, Mannin Honda                   |
| 2009                                              | Motorsport Merchandise Lightweight 250 TT 1  | Billown Circuit                              | 250 cc tweetakt                              | Ian Lougher, Barnes Special                  | Michael Dunlop, Honda                        | Barry Davidson, Honda                        |
| 2009                                              | Motorsport Merchandise Lightweight 250 TT 2  | Billown Circuit                              | 250 cc tweetakt                              | Ian Lougher, Barnes Special                  | Michael Dunlop, Honda                        | Barry Davidson, Honda                        |
| 2010                                              | Niet verreden                                | Niet verreden                                | Niet verreden                                | Niet verreden                                | Niet verreden                                | Niet verreden                                |
| 2011                                              | Niet verreden                                | Niet verreden                                | Niet verreden                                | Niet verreden                                | Niet verreden                                | Niet verreden                                |
| 2012                                              | Bikerpetition.co.uk Lightweight TT           | Mountain Course                              | 650 cc viertakt twins                        | Ryan Farquhar, Kawasaki                      | James Hillier, Kawasaki                      | Michael Rutter, Kawasaki                     |
| 2013                                              | BikeSocial.co.uk Lightweight TT              | Mountain Course                              | 650 cc viertakt twins                        | James Hillier, Quattro Plant Kawasaki        | Dean Harrison, Stuart Smith Racing Kawasaki  | Conor Cummins, Kawasaki Powered KMR          |